# Mino Di Bartolo
Mino Di Bartolo, detto Giumin (Sori, 7 gennaio 1926 – Golfo Paradiso, 9 luglio 2022), è stato un allenatore di pallanuoto italiano.

## Carriera

### Allenatore
Mino Di Bartolo è stato un giocatore, dirigente e allenatore di pallanuoto nel territorio ligure. Nato il 7 gennaio 1926 a Sori, segretario storico e fra i fondatori della Rari Nantes Sori dal 1954, ha allenato la squadra dal 1964 al 1970, vincendo uno scudetto juniores, il trofeo del Giocatore e ottenendo una promozione in serie A. Poi ha allenato la Rari Nantes Camogli fino al 1983 vincendo 5 titoli giovanili. Quindi è passato alla panchina della Rari Nantes Bogliasco per tre stagioni e della Rari Nantes Lavagna per le successive cinque. Conclude la carriera di tecnico alla Rari Nantes Camogli nel 1994. Tra i fondatori dell’Associazione Nazionale Allenatori di Pallanuoto, ne è stato per 10 anni presidente.